# Raphaël Pujol-Siwane
Raphaël Pujol-Siwane, noto anche come Badr Siwane (Courcouronnes, 29 agosto 1994), è un triatleta franco-marocchino. È stato campione continentale a Yasmine Hammamet 2017 e Rabat 2018, nonché vincitore dei Giochi panafricani di Rabat 2019.

## Biografia
È nato a Courcouronnes, nel dipartimento dell'Essonne nella regione dell'Île-de-France. Ha iniziato a praticare il triathlon all'età di nove anni nel club di Sainte-Geneviève.
Compete per il Marocco dal 2013.
Ai Giochi del Mediterraneo di Tarragona 2018 si è classificato al dodicesimo posto nella gara individuale maschile.
Ai Giochi panafricani di Rabat 2019 ha vinto la medaglia d'oro nella gara individuale precedendo il connazionale Mehdi Essadiq e l'algerino Oussama Hellal. Nella staffetta mista si è classificato al quarto posto con i compagni di squadra Karima Kanoun, Samia M'Safer e Mehdi Essadiq.

## Palamarès
- Giochi panafricani

Rabat 2019: oro nella gara individuale
- Campionati africani

Yasmine Hammamet 2017: oro nell'individuale
Rabat 2018: oro nell'individuale